# シャルリー・エブド襲撃事件
シャルリー・エブド襲撃事件は、2015年1月7日11時30分 (CET) にフランス・パリ11区の週刊風刺新聞『シャルリー・エブド』の本社にイスラム過激派テロリストが乱入し、編集長、風刺漫画家、コラムニスト、警察官ら合わせて12人を殺害した事件、およびそれに続いた一連の事件。
テロリズムに抗議し、表現の自由を訴えるデモがフランスおよび世界各地で起こり、さらに報道・表現の自由をめぐる白熱した議論へと発展した。

## 概要
2015年1月7日11時30分 (CTE)、フランスのパリ11区ニコラ・アペール通りにある風刺新聞『シャルリー・エブド』の本社を、覆面をした複数の武装した犯人が襲撃し、編集長、風刺漫画家、コラムニスト、警察官ら合わせて12人を殺害した。襲撃後、逃走した犯人2人は人質をとって印刷会社に立てこもった。続いて別の犯人によるモンルージュ警官襲撃事件、パリ東端部のユダヤ食品スーパー襲撃事件が起こった。特殊部隊の強行突入により、犯人は射殺されたが、人質のうち4人が犠牲になる結果となった。
シャルリー・エブド襲撃事件の犯人はサイード・クアシ、シェリフ・クアシの兄弟、モンルージュ警官襲撃事件とユダヤ食品スーパー襲撃事件の犯人はアメディ・クリバリであり、後にアラビア半島のアルカイダ (AQAP)が犯行声明を出した。

## 背景
2001年9月11日のアメリカ同時多発テロ事件以来、世界各地でテロ事件が発生し、『シャルリー・エブド』はこれを非難する風刺画（ムハンマドの画を含む）を掲載していたが、イスラム教徒の反発を招くようになったのは、2006年にデンマークの日刊紙『ユランズ・ポステン』に掲載されたムハンマドの風刺画を転載して以来である。
「原理主義者にお手上げのムハンマド」と題したカビュの表紙画には頭を抱えるムハンマドが描かれ、吹き出しには「ばかどもに愛されるのはつらいよ」と書かれていた。イスラム原理主義を批判していることは明らかだが、「ばかどもに愛されるのはつらいよ」という言葉のみ（あるいは画のみ）がソーシャルメディア等で拡散し、世界各国で抗議デモに発展していた。
『シャルリー・エブド』の風刺画はフランス国内でもジャック・シラク大統領（当時）から「行き過ぎた挑発だ」と批判されたが、2006年のムハンマド風刺画掲載後から、『シャルリー・エブド』関係者は絶えず殺害脅迫を受け警察の警護対象になっており、2011年には同紙編集部に火炎瓶が投げ込まれて全焼する事件が起きた（ただし、襲撃事件発生時には既に警戒を緩め、警備が手薄になっており、犠牲者の家族のなかにはこの問題を指摘する者もある）。
しかしこれ以後も、フランス政府から自粛要請されているにもかかわらずムハンマドを風刺する風刺画を掲載し、さらに2013年には、ムハンマドを漫画で描いた『ムハンマドの生涯 (La Vie de Mahomet)』（ジネブ・エル・ラズウィ、シャルブ共著）を発売した（なお、『幼子イエスの真の物語 (La véritable histoire du Petit Jésus)』（リス）という漫画も発表している）。2013年5月号のアラビア半島のアルカイダの機関誌『インスパイア』に、「人道に反する犯罪」をもじった「イスラムに反する犯罪」で手配中の人物「死者及び生者」11人の名前を挙げたポスターが掲載された。サルマン・ラシュディ、デンマーク紙『ユランズ・ポステン』のフレミング・ローゼ文化欄編集長らとともにシャルブの名前も挙がっていた。
なお、上記のシラク大統領の発言については、当時の文脈を考慮する必要がある。彼は「ムハンマド風刺画掲載事件」を受けて『シャルリー・エブド』の上記の風刺画は「危険なまでに感情を刺激する明らかな挑発である」とする一方で、西側諸国全体に対して「イスラム諸国の感情を害し、挑発しているキリスト教西側諸国は態度を変えなければならない」と訴えている。これは、イランの日刊紙『ハムシャフリー』が｢ホロコースト国際漫画コンテスト」を開催するよりも前のことであることも重要である。併せて、フランスでは信仰の自由と同様に宗教批判の自由が尊重されること、また、宗教批判が認められる一方で、当然のことながら、信者個人の批判は違法とされることも考慮に値する。
『シャルリー・エブド』の風刺画は、通常、こうしたフランス社会の原則に背くものではなく、多くの訴訟があったにもかかわらず、その多くにおいて勝訴しており、ムハンマドの風刺画掲載に関する訴訟で勝訴した際には、フランス文化・通信省が『シャルリー・エブド』の功労を称え、ルノー・ドヌデュー・ド・ヴァーブル文化相は、ジョルジュ・ウォランスキに風刺漫画の伝統を守り、かつ、これを促進するための使命を付与した。
フランスでは、1905年にライシテ（政教分離）法が制定され、2004年には公立学校における「これみよがし」な宗教的標章の着用 を禁止する法律が制定された。この対象となったのは主にブルカやヒジャブであった。2010年10月、アルカイダの指導者ウサマ・ビンラディン（と思われる人物）がニジェールでフランス人が拉致された事件について、「自由な女性に対してブルカの着用を禁じる権利がフランスにあると言うなら、われわれには、あなたがた侵入者の男たちの首をはねることであいこにする権利があるのではないか」と脅迫した。
『シャルリー・エブド』はこうした（宗教批判を含む）表現の自由およびライシテについて徹底した姿勢を貫いている。

### 移民政策と同化政策
フランスはイスラム系移民の数・比率がともに欧州最大である。フランスが所有していた旧植民地にムスリムが多かったことと、第二次大戦以降、労働者不足緩和のため旧植民地出身者を中心に移民を大量動員した政策による。ムスリムの移民二世三世達は、移民の集まって住む場所である出身地や、ムスリム系の名前によって就職などでも差別を受けており、そうした状況に対してフランス政府もこれといった対策を取らずにきた。フランスの同化主義と相容れない移民2世3世らがコミュニティーを形成して住む地域の中には、治安悪化で立ち入れない区域(No-Go Area)も存在する。また、同じムスリム間でも、出身国や民族の違いによる抗争や社会的階級差による分断や差別もあり、イスラム・コミュニティーと言っても一枚岩ではなく、不満を持つ底辺のムスリムは孤立化し、過激化する傾向にあった。
フランスでは1980年代ごろからの慢性的な不況により階級格差や雇用不安が広がり、その原因を移民に求める傾向が出はじめ、極右の「国民戦線」が勢力を強めるなど、排外主義が高まっていった。イスラム系移民の多かったフランスでは、反イスラムを中心とした排外主義が目立ち、イスラムの習慣や戒律が自由主義・民主主義に反するという名目で排外主義に利用されるようになった。自由や人権の名のもとになされる反イスラム的言説は批判しにくい側面があるため、イスラム嫌悪が蔓延し、ムスリムの孤立化をますます深めていった。
近年、欧米諸国ではイスラム系移民の中で、周囲の欧州系の住民から差別され社会的に排除された結果、イスラム過激派思想に染まる2世や3世が増加していると指摘されており、2012年3月に起きたユダヤ人と警官を標的としたミディ＝ピレネー連続銃撃事件の犯人モハメド・メラ (Mohammed Merah) もアルジェリア系フランス人であり、次第にイスラム過激派思想に染まっていったが、事件後、犯人の母親は息子が「フランスを跪かせたこと」を自慢していたという。

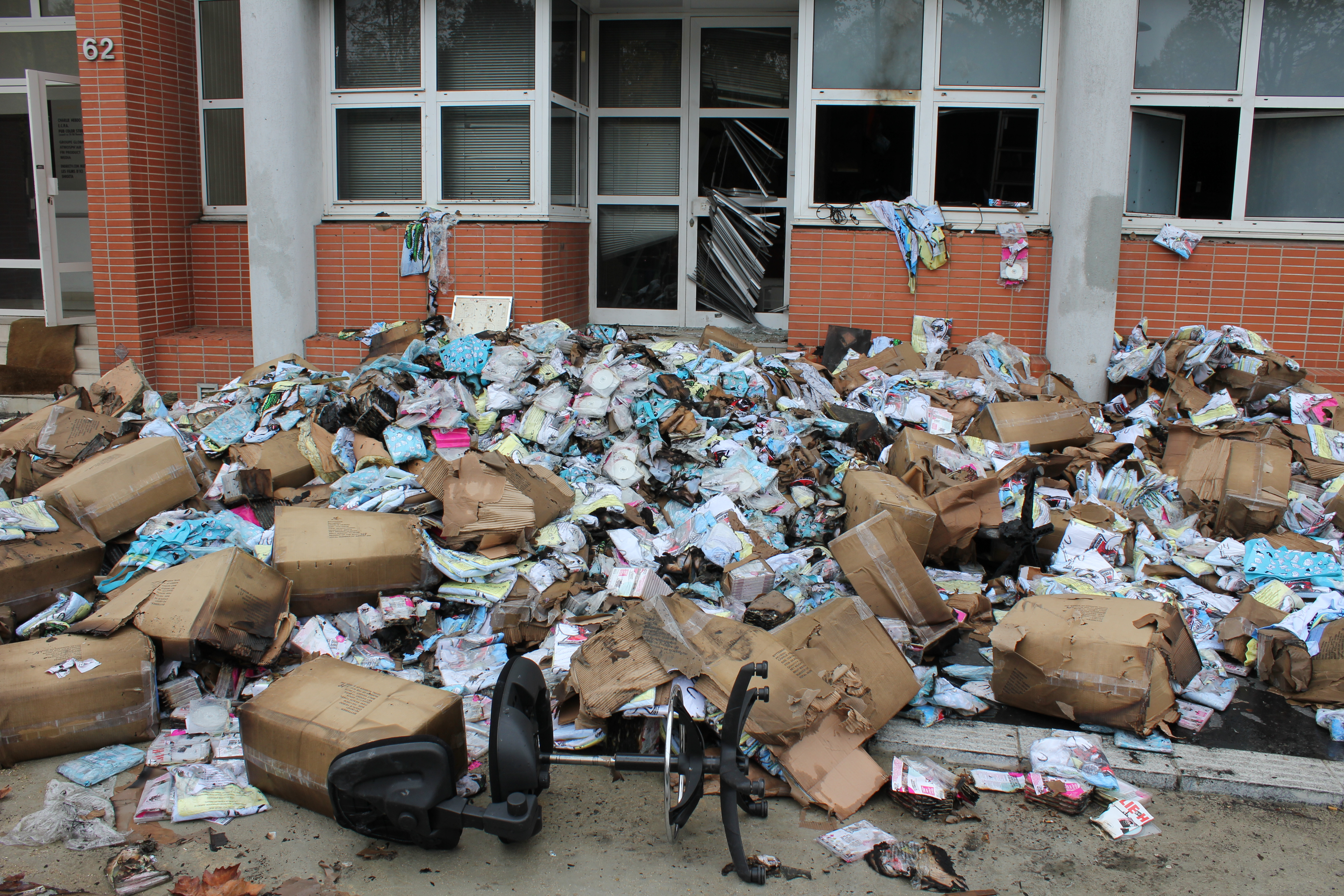
2011年、シャルリー・エブド放火事件

また、このような文脈において、2011年のシャルリー・エブド放火事件はメディアが大々的に取り上げ、『シャルリー・エブド』を支持する多くの人々から抗議の声が上がったが、唯一、「フランス共和国原住民党 (Parti des Indigènes de la République)」や「反人種差別主義・反イスラモフォビア活動団体 (Collectif contre le racism et l’islamophobie)」を中心とする20人が「『シャルリー・エブド』への支持に抗議し、表現の自由を守る」という請願書を出し、社会党のローラン・ブヴェから「表現の自由を（イスラム過激派とまでは言わないものの）イスラムの統一的見解の擁護のために利用した」と非難された。
同様に、2013年、ラッパーのネクフは映画『行進 (La Marche)』の封切りに伴って発表されたラップの詞に「Je réclame un autodafé pour ces chiens de “Charlie Hebdo”（オレは要求する、『シャルリー・エブド』の犬どものアウト・ダ・フェ（異教徒の火刑）を）」と書き、「もう一度シャルリー・エブドに放火しろ」というメッセージと解された。
2014年12月20日から23日にかけて、フランス各地で無差別襲撃事件が発生していた。最初の襲撃は20日、仏中部ジュエレトゥールで起きた。男が「アッラーフ・アクバル（アラビア語で神は偉大なりの意）」と叫びながら警察官3人を刃物で切り付け、2人が重傷を負った。犯人は警察署に侵入しようとして射殺された。翌21日には東部ディジョンで、男が「アッラーフ・アクバル」と叫びながら車で通行人に突っ込み、13人が負傷した。22日夜には西部ナントのクリスマスマーケットに車が突入した。22日の事件では当初10人負傷と報じられていたが、うち25歳の男性1人が後に死亡したと、地元検察当局者が23日明らかにした。
3日連続で起きた3件の事件の間に関連はないとみられるものの、ソーシャルメディアなどでイスラム過激派の呼びかけに触発された可能性がある。3件の事件は大きく異なっていると同時に、不気味な類似点もあり、マニュエル・ヴァルス首相は「模倣犯」が生まれる可能性があるとした上で、「精神の不安定な個人が行動を起こすこともあり得る。プロパガンダ的なメッセージや映像の力をうのみにしたり、それらに感化されたりする恐れもある」と指摘した。また、治安当局はこれらの事件を受けて、12月23日からフランス全土の治安警戒レベルを引き上げており、テロへの警戒を強めているさなかにシャルリー・エブド襲撃事件が起こった。

## 事件の状況
現場はパリ中心部にあるバスティーユ駅から北へおよそ400メートルの地域にあり、事件が発生した当時は週1回の編集会議が行われていた。なお、この日発売された同紙の一面には、同日発売された、2022年を舞台とする近未来小説『服従』の作者であるミシェル・ウエルベックの戯画が掲載され、吹き出しには『2015年に私は歯を失い、2022年にラマダーンをする』と書かれていた。同じくこの号に掲載された編集長（風刺画家）のシャルブ（ステファヌ・シャルボニエ）の風刺画は、「フランスではいまだに襲撃がない (Toujours pas d'attentats en France)」というタイトルのもと、自動小銃「AK-47」を肩にかけたジハーディスト戦士が描かれ、「待ってろ！ 新年の挨拶なら1月末までにすればいいんだから (Attendez! on a jusqu'à la fin janvier pour présenter ses vœux)」と言っている挑発的なものであった。
編集会議の話題の中心は、『シャルリー』最新号の表紙を飾っている人気作家ミシェル・ウエルベックの小説『服従』だった。2022年大統領選で、極右との決選投票を制してイスラム政党の候補が当選する。フランスはイスラム化され、一夫多妻制が認められ、女性の労働が禁止され、大学の教師はイスラム教徒でなければならなくなる。主人公の文学教授は次第にその環境に慣れていく――。文学、人種主義、エリック・ゼムール（人種主義的・誹謗中傷的な発言が多く、2011年には人種差別の扇動、2018年にはイスラム教徒に対する憎悪の扇動で有罪判決を受けているジャーナリスト）、ドイツにおける反イスラムデモなどとの関連で論じられた。ウエルベックを評価する者もいれば、（イスラム教に対する恐怖心を煽り、逆に極右）「ファシズムの台頭」を許すことになると懸念する者もあった。
事件が起こったのは現地時間2015年1月7日11時20分頃で、ロシア製の自動小銃AKMSを持った黒い覆面の2人組がシャルリー・エブド本社の手前にあるニコラ・アペール通り6番地の建物に現れ、「ここはシャルリー・エブドか」と叫んだが間違いに気付き、その数分後に数軒先にある10番地の同社ビルに到着、受付にいた2人の管理人に「シャルリー・エブドか」と確認し、そこで1人を射殺した後、3階にある編集室に向かった。
編集室に入ると、2人組は「アッラーフ・アクバル」（アラビア語で「神は偉大なり」の意）、「預言者（ムハンマド）の復讐だ」と叫びながら、編集会議のために集まっていたシャルブを始めとする同紙の風刺画家、コラムニストなどに向けておよそ5分間にわたり銃を乱射し、シャルリー・エブドの警備にあたっていた警官1人と会議に参加していた招待客を含め10人が死亡した。警察は「男2人は銃を乱射し、会議室にいた人たちを冷酷に殺害した。シャルブの護衛に当たっていた警官も応戦する間もなく殺害された」と語っている。
今回の事件は、これまで発生しているイスラム過激派との関連が疑われる行為とは犯行の規模や計画性が全く異なっており、軍事的な訓練を受けた人物が周到に計画したという見方が強まった。
同8日にはパリの南に位置するモンルージュ市で20代の女性警官1名が殺害された。彼女はカリブ海のフランス海外県マルティニーク島出身だった。当初は前日のフランス紙襲撃事件との関連はないとされたが、9日には捜査当局は関連性を認めた。
同9日、パリ＝シャルル・ド・ゴール空港約15キロ北東のダマルタン＝アン＝ゴエルの印刷会社で人質を取り立てこもっていた容疑者2名をフランス憲兵隊特殊部隊が包囲し射殺した。なお、逃げ遅れた従業員の1人は、2階の押し入れに隠れながら携帯端末を使ってフランス当局に屋内の情報を提供し、この突入作戦を成功に導く立役者となった。
また、パリ東部にあるユダヤ系食料品店で人質を取り立てこもっていた容疑者も殺害され人質全員が救出された（ユダヤ食品店人質事件）。しかし、特殊部隊の突入前に既に人質4人が殺害されており、一連の事件において合わせて17名の市民が亡くなったことになる。
この立てこもりの犯人は、パリ南郊のモンルージュ市で8日に発生した女性警官殺害事件に関与したとして公開手配中の32歳の男性で、内縁の妻の26歳の女性も女性警官殺害事件の共犯として指名手配されている。この32歳の男性は、イスラム過激派への参加志願者をイラクに渡航させるネットワークに所属しており、いずれの事件の容疑者も同一のイスラム系組織に所属していたと思われる。
警官銃撃事件の容疑者の男は9日、仏民放テレビBFMの電話インタビューに応じた。中東でイスラム過激派組織「イスラム国」に加わったことはないのかという問いに対しては、「あえて避けた。参加すれば計画がだめになるから」とイスラム国との関連を否定した。

## 犯行の時系列
- 1月7日 11時20分(すべて現地時間) - 武装した覆面姿の犯人らがニコラ・アペール通り6番地のシャルリー・エブド紙の倉庫を襲撃し、「シャルリー・エブドはここか？」と叫んだが、事務所ではないことに気づき、すぐさま離れる[44][45]。
- 1月7日 11時30分 - ニコラ・アペール通り10番地にある同紙の事務所に押し入り、社員ら12名を射殺。11人が負傷。駆け付けた警察官と銃撃戦後、車で逃走。
- 1月7日 - 逃走中に他の車と接触し、車が損傷したため、パリ市北部にある19区ポルト・ド・パンタンで同車を捨て、別の車両を強奪して逃走、歩行者1名を跳ね、警官らに発砲[45][46][47]。
- 1月7日 - 乗り捨てられた車に残されていたIDカードから、パリ、ストラスブール、ランスの容疑者宅を警察が捜査[48]。
- 1月7日 23時00分 - 容疑者3名のうち最年少18歳の少年が警察に出頭[49]（のちに、犯人の義弟だが関係は疎遠で、犯行時には授業を受けており無関係であることが判明[50]）。
- 1月7日夜 - 容疑者が兄弟であることを発表[51]。
- 1月8日 9時00分 - モンルージュで女性警官1名が撃たれて死亡、市職員も負傷[52]。
- 1月8日 10時30分 - エーヌ県ヴィレル＝コトレのガソリンスタンドで強盗ののち、別の車で逃走[53]。
- 1月9日 8時30分 - 別の車両を強奪し、パリ北東郊外のダマルタン＝アン＝ゴエルに逃げ込んだことがわかり、保安部隊が配備される[51]。
- 1月9日 9時00分 - 容疑者兄弟、印刷会社に籠城[51]。
- 1月9日 12時30分 - 交渉人が犯人と接触していることが報道される[51]。
- 1月9日 13時30分 - パリ東部のポルト・ド・ヴァンセンヌのユダヤ系スーパーマーケットで別の襲撃犯が人質を取って籠城[51][54]。男は前日モンルージュで女性警官を射殺した容疑者と判明する。
- 1月9日 17時00分 - 印刷会社に立てこもっていた容疑者が脱出を図り、国家憲兵隊の治安介入部隊（GIGN）に射殺されたことから、スーパーマーケットにも国家警察の特別介入部隊（RAID）およびパリ警視庁のコマンド対策部隊（BRI-BAC）が強行突入し、容疑者を射殺[51]。

## 犯人
犯人はアルジェリア系フランス人でパリ10区出身のサイード･クアシ（Saïd Kouachi, 34）とシェリフ･クアシ（Chérif Kouachi, 32）の兄弟。シェリフは度々有罪判決を受け、刑務所に出入りするうちにイスラム過激派テロリストと知り合い、ユダヤ食品スーパー襲撃事件の犯人アメディ・クリバリ (Amedy Coulibaly) ともフルリ=メロジス刑務所で出会っている。また、2005年にイラクにジハーディストを送り込んだ事件に関連して、執行猶予の付いた有罪判決を言い渡されていた。サイード・クアシは2011年にイエメンでアラビア半島のアルカイダ (AQPA) と関係のあるイスラム原理主義者らと軍事訓練を受けている。
ロイター通信が伝えたところによれば、住民は「黒い覆面をした男3人が社屋に入った後、多数の銃撃音が鳴り響いた」と証言。
警察では1月8日の朝に、まだ逮捕されていない兄弟の写真を公開し、目撃証言を呼びかけるとともに、この2人について「武装し、危険」と表現。これより先にAFP通信が伝えたところによれば、「フランス警察の対テロ部隊が仏北東部ランスの拠点を強制捜査した」と伝えている。
警察筋は、ロイター通信に対して、「テロ対策の部隊がランスやストラスブール、パリで容疑者の捜索を行っている」と語った。
フランスのマニュエル・ヴァルス首相は8日、「指名手配している兄弟と関係があるとみられる複数の人物を捜査当局が拘束した」ことを明らかにした。その人数は7人である。
フランスの国営テレビは1月8日、パリの北方約80キロの北部にあるエーヌ県で2人の潜伏先とみられる地域を捜査陣が捜索している様子を放映した。
1月8日、アルジェリア系フランス人の兄弟2人を指名手配したが、その2人はフランス北部で民家に立てこもり、警察によって包囲された。ただ、フィガロ紙（電子版）は、「2人の容疑者の潜伏する場所はわからず、警察では5キロ四方の広域を包囲している」と報じた。フランスのメディアの報道によれば、実行犯とみられる2人は1月8日の昼近くにヴィレル＝コトレ近くのガソリンスタンドにパリの事件現場近くで強奪したとみられる車で乗り付けて、食べ物やガソリンを奪った後にパリの方向に向かって同じ車で逃走したが、この車は近くで乗り捨てられた模様。
1月9日、容疑者の2人が潜伏しているとみられている北部のエーヌ県付近で捜索を続けた。捜索体制は対テロ特殊部隊を含む18,000人規模となった。
1月9日、フランス公共ラジオは、「週刊紙銃撃事件の2人の容疑者の捜索範囲付近のパリ北東約35キロのセーヌ＝エ＝マルヌ県ダマルタン＝アン＝ゴエルで銃声がした」と伝えた。また、フランスのメディアは、「銃声が聞こえたパリ北東のセーヌ＝エ＝マルヌ県ダマルタン＝アン＝ゴエルで週刊紙銃撃事件の容疑者とみられる人物が人質を取っている」と伝えた。
2人の容疑者は、フランス当局との銃撃戦に加えカーチェイスを繰り広げ、パリ＝シャルル・ド・ゴール空港に近い地区にある会社の建物に逃げ込んだ。さらに、フランスのメディアによれば、2人が車を奪って逃走した際、この車の所有者が2人を目撃し、「パリの新聞社の乱射事件の容疑者に似ていた」と証言している。これに関連して、フランスのベルナール・カズヌーヴ内務大臣は9日、記者団に対し、「特殊部隊がパリ北東の現場で作戦に入る」と述べた。人質は1人で、この時点で犠牲者はいない。立てこもり現場であるダマルタン＝アン＝ゴエルの上空では数機のヘリコプターが飛び交い、地上には重武装した特殊部隊が展開。立てこもり現場からおよそ10キロと近いシャルル・ド・ゴール空港は滑走路の一部を閉鎖した。
当初、さらに1人、フランス北部ランス出身の18歳の男性も警察当局により容疑者として発表されていたが、のちに無関係と判明した。この男性は高校生で、兄弟のうちの兄の妻の弟だった。事件当日、ニュースやソーシャルメディアで自分の名前が出回っていることに恐怖を感じるとともに困惑し、同日深夜にフランス北東部のシャルルヴィル＝メジエールにある警察署に出頭。事件当時は授業に出ていたと教師らが証言しており、容疑が晴れたとみられ、9日夜に釈放された。当局は「事件の証人が当初、容疑者は2〜3人と言ったためテロリストの1人として発表してしまった」と釈明した。

## 犠牲者
シャルリー・エブド襲撃事件では以下の12人が殺害された（2015年1月8日現在）。また、関連して発生したモンルージュ発砲事件では警官が1名、ユダヤ食品スーパー襲撃事件では人質4名が犠牲となり、一連のテロ事件で17人が殺害された。

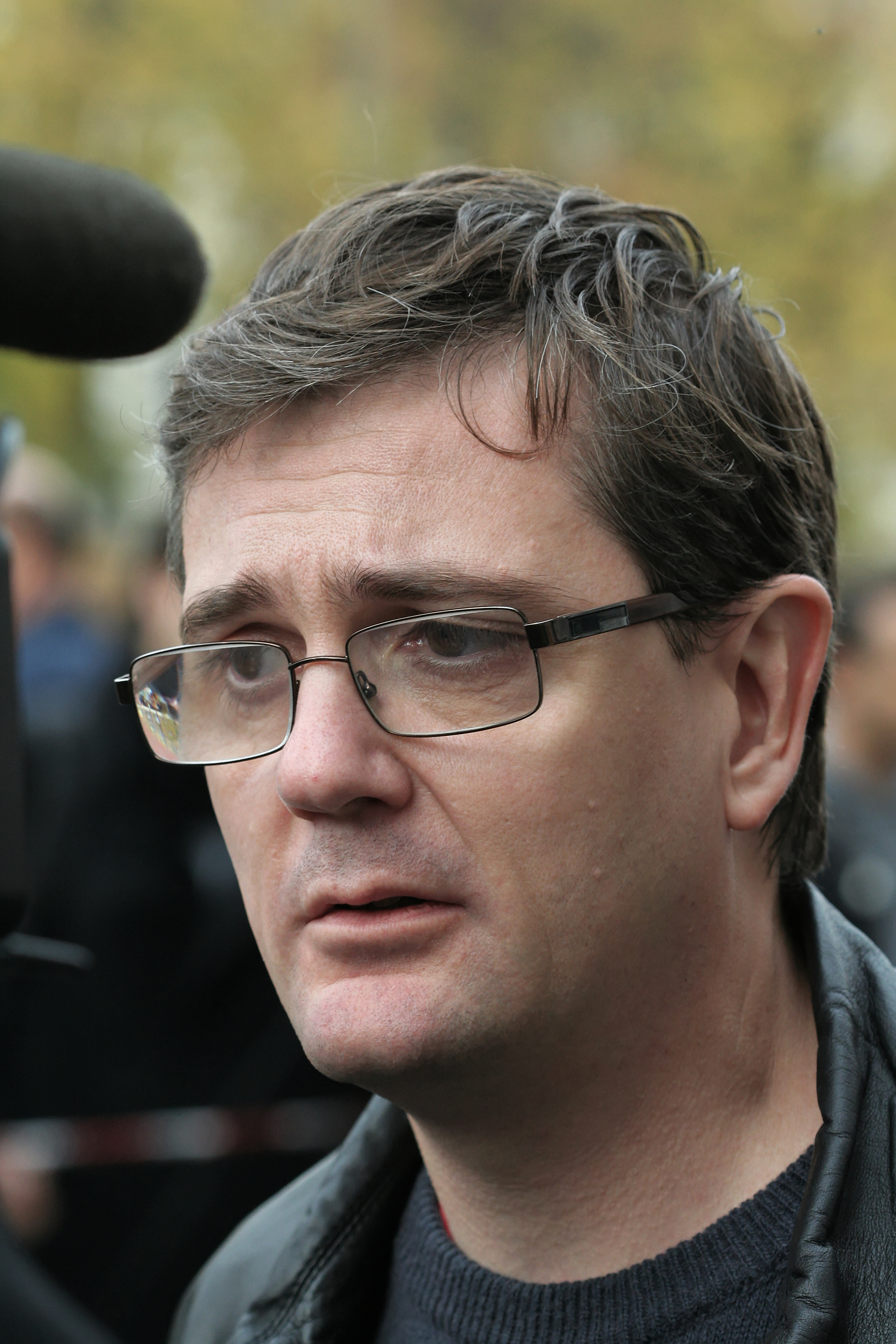
シャルブ
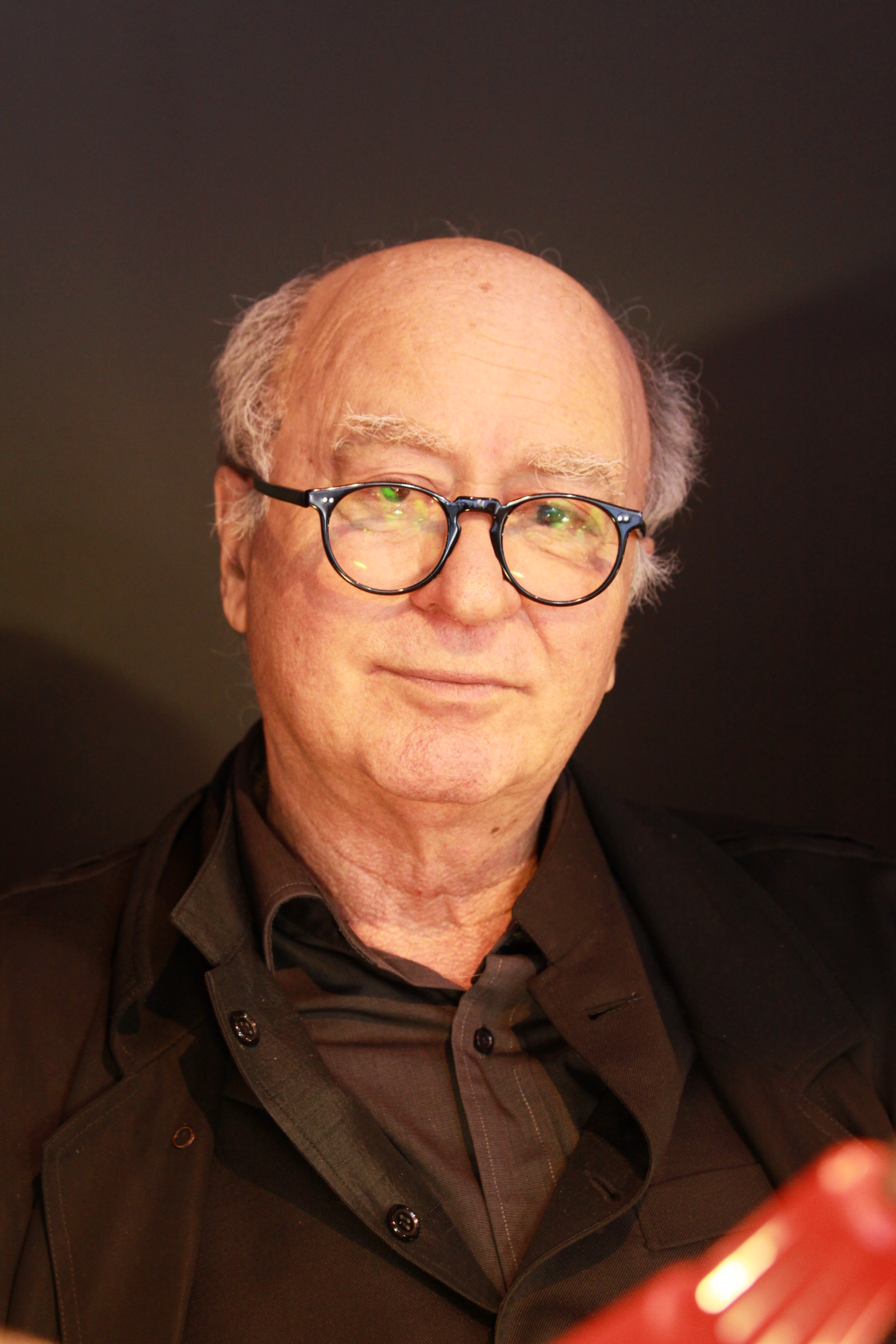
ジョルジュ・ウォランスキ
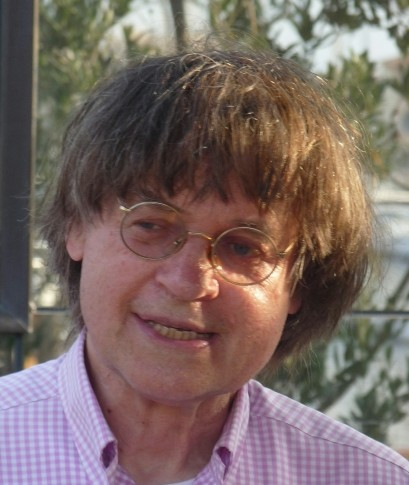
カビュ
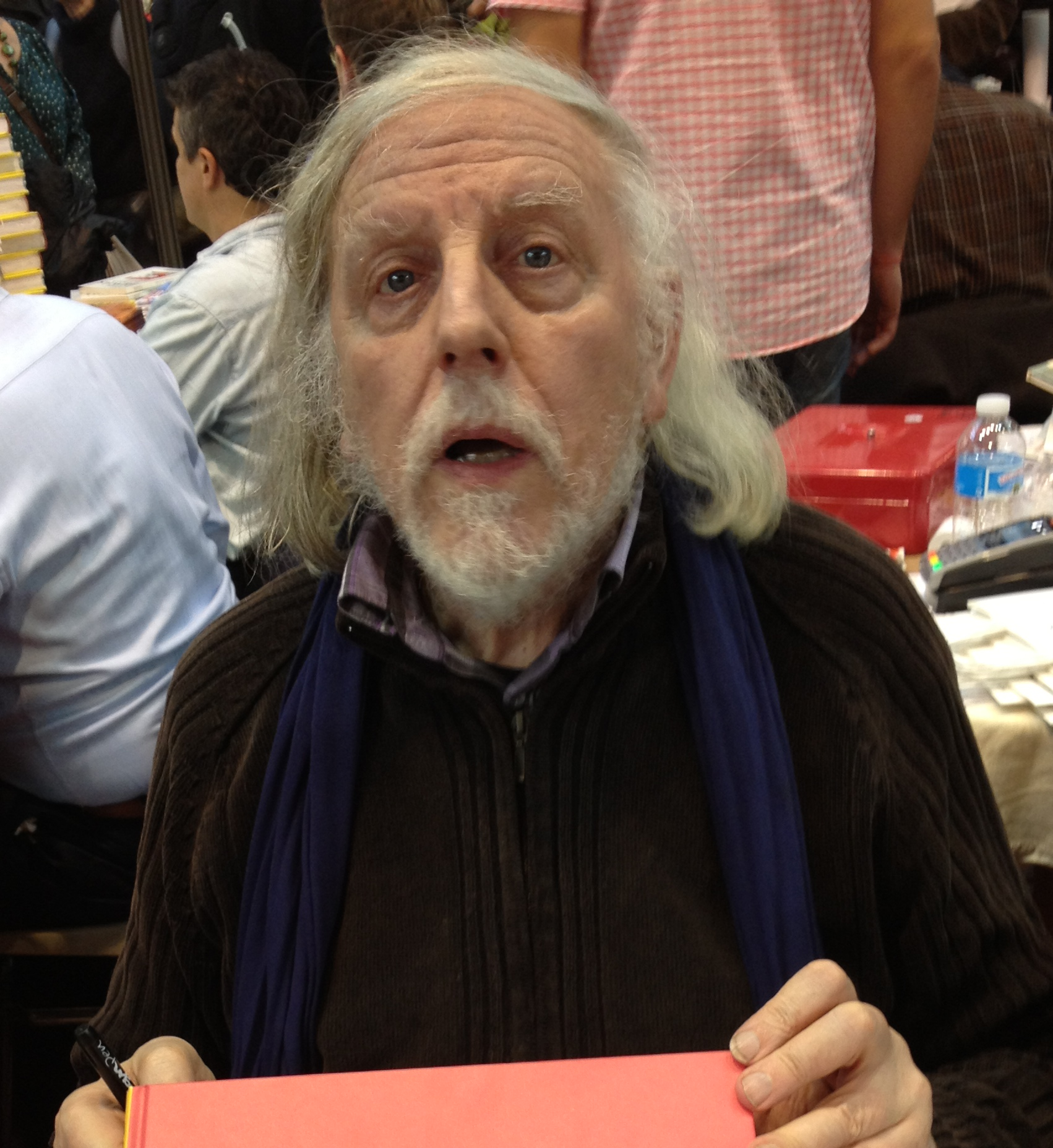
オノレ
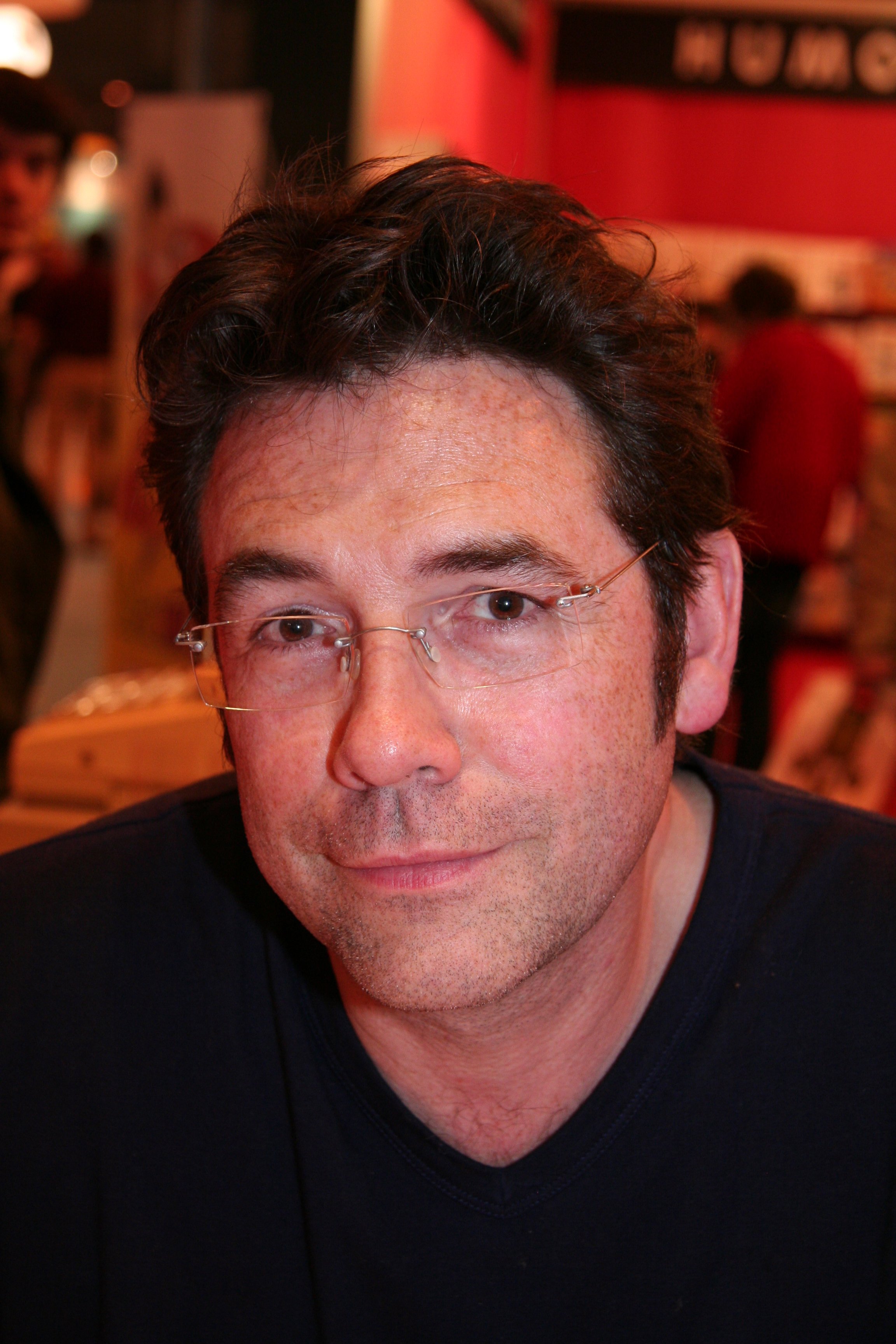
ティニウス

- フレデリック・ボワソー (Frédéric Boisseau, 42) : ビルメンテナンス員。ロビーで殺害された。
- フランク・ブランソラロ (Franck Brinsolaro, 49) : 警察官。国家警察警護部（SPHP）の巡査部長。編集長シャルブの護衛を行っていたが、強襲を受けて応射できないままに殉職した[73]。
- アフメド・ムラベ (Ahmed Merabet, 42) : 警察官。パリ警視庁第11分署の巡査。付近を自転車で警邏中に駆けつけたが、犯人の逃亡を阻止しようとして殺害され、殉職した。
- シャルブ (Charb, 47) : 本名ステファヌ・シャルボニエ (Stéphane Charbonnier)。編集長・風刺画家・コラムニスト。2009年から編集長を務めていた。

- エルザ・カヤット (Elsa Cayat, 54) : 精神分析医･コラムニスト。

- ベルナール・マリス (Bernard Maris, 68) : 経済学者・編集者・コラムニスト。ミシェル・ウエルベックの友人でもあった。

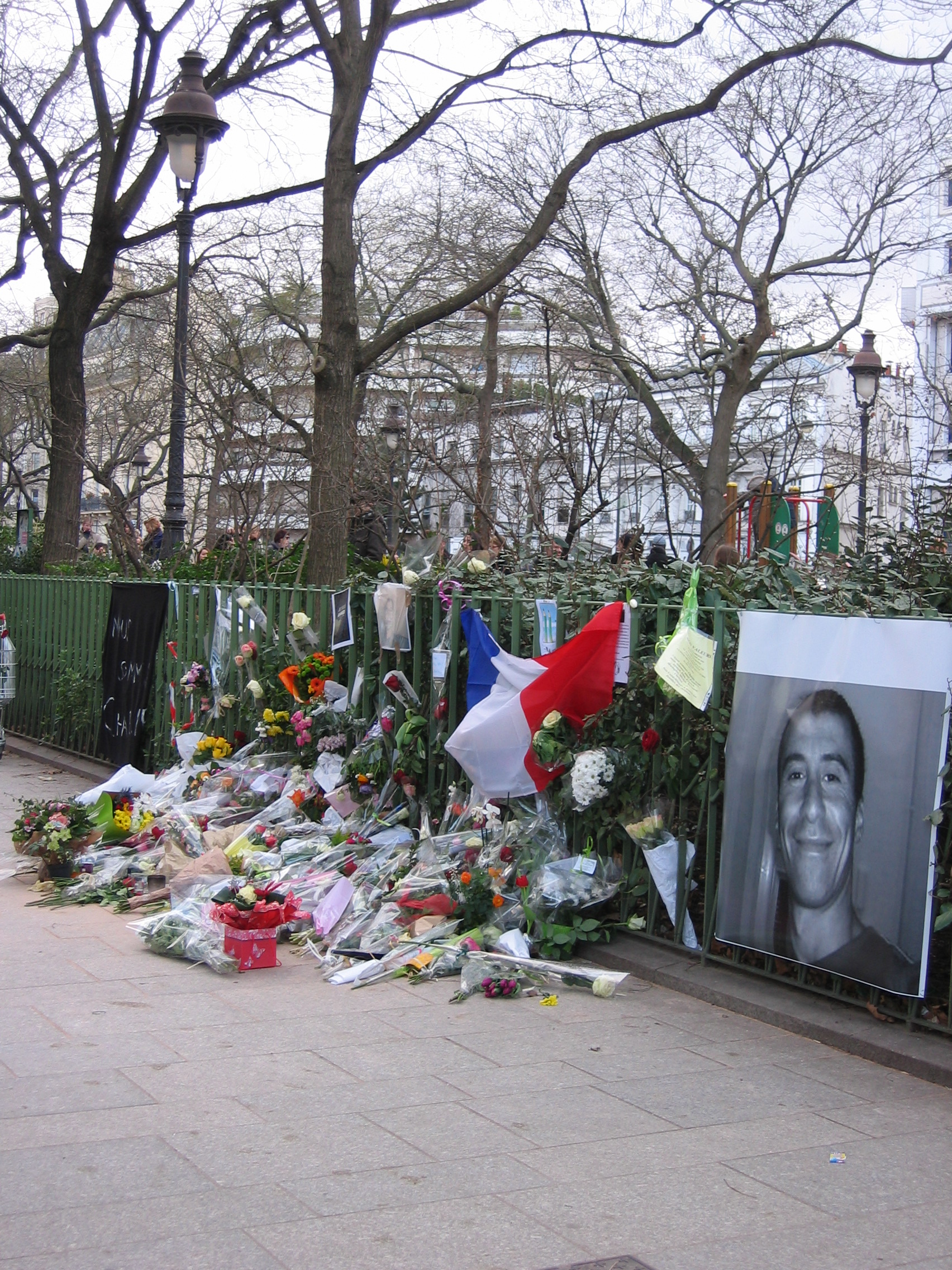
警察官アフメド・ムラベが殺害された場所（リシャール・ルノアール通り）

- ムスタファ・ウラド (Mustapha Ourrad, 60) : 校正担当者。アルジェリア生まれ、フランス国籍を取得したばかりであった[74]。

- ジョルジュ・ウォランスキ (Georges Wolinski, 80) : 風刺画家。『アラキリ』創刊時から参加。
- カビュ (Cabu, 76) : 本名ジャン・カビュ (Jean Cabut)。風刺画家。『アラキリ』創刊時から参加。
- フィリップ・オノレ (Philippe Honoré, 73) : 風刺画家、イラストレーター。
- ティニウス (Tignous, 57) : 本名ベルナール・ヴェルラック (Bernard Verlhac)。風刺画家。
- ミシェル・ルノー (Michel Renaud, 69) : ジャーナリスト・旅行記作家（特にクレルモン＝フェランのフェスティバル主催者）。カビュにデッサンを返しに来ていた。

また、同紙のウェブマスターのシモン・フィエスキ (Simon Fieschi)、文学批評家のフィリップ・ランソン、ジャーナリストのファブリス・ニコリノ、そして風刺画家のリスが負傷した。
この日が偶然にも誕生日だった風刺画家のリュズと、同じく風刺画家のカトリーヌ・ムリスは遅刻して事件に巻き込まれずに済んだ。宗教担当ジャーナリストのジネブ・エル・ラズウィは故郷のモロッコに帰省中、編集責任者・ジャーナリストのジェラール・ビアールはロンドンに滞在中、科学ジャーナリストのアントニオ・フィシェティは親戚の葬式に参列していた。風刺画家ヴィレム（Willem：Bernhard Willem Holtrop）は編集会議に一度も出たことがなかった。
司法コラムを連載していたシゴレーヌ・ヴァンソンは現場に居合わせ、『ル・モンド』紙にこの日の様子を詳細に語っている。犯人は彼女に「女は殺さない…見逃してやるから、コーランを読め」と言った。
長年にわたって『シャルリー・エブド』の医療コラムを担当していた救急医のパトリック・プルーは真っ先に駆けつけて救命に当たった。彼は翌8日にBFM TVに出演し、「3分後に現場に到着して救命に当たったが、頭を撃たれていて、もうどうしようもなかった。（シャルブが倒れていた位置から、彼が）椅子から立ち上がろうとしたときに撃たれたのだと思われる。立ち上がって馬鹿にして、侮蔑して、武器を奪い取ろうとしたに違いない。（彼とは長いつきあいでよく知っている…）彼だったら、そうしたに違いない。仲間を助けることができなかった」と泣き崩れ、「（犯人らは）『シャルリー・エブド』だけでなく民主主義を破壊しようとしたのだ…新聞を続けなければならない。やつらを勝たせるわけにはいかないのだから」と語った。

## 犠牲者追悼の動き

### Je suis Charlie

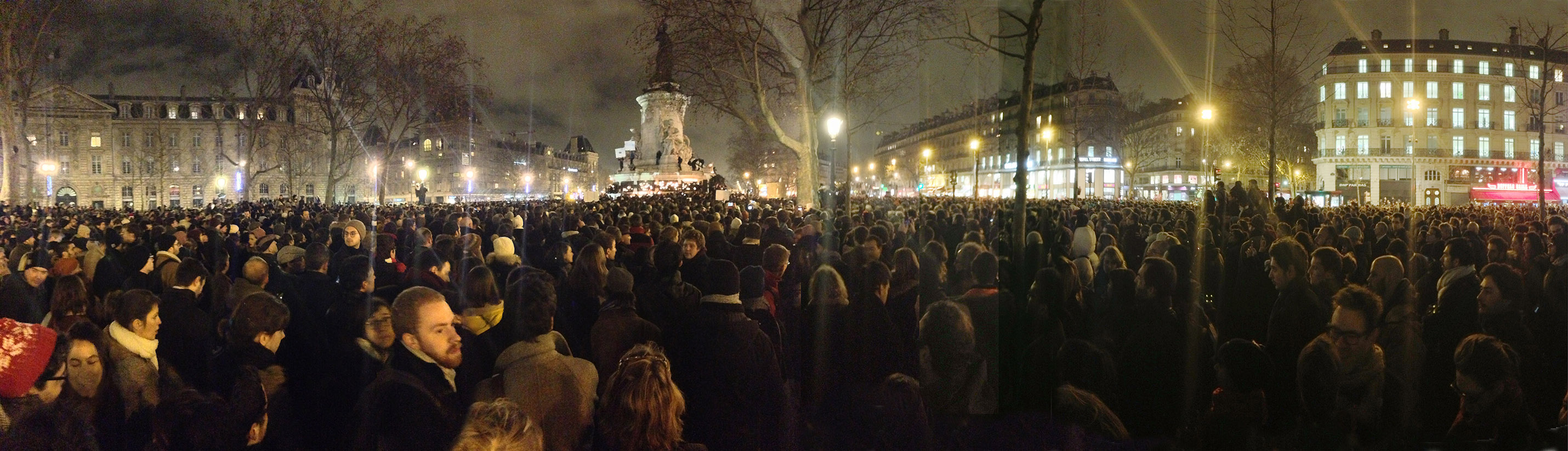
事件当日の夜、レピュブリック広場に集まった人々

この事件を受けて、フランス各地では数万人の規模によって犠牲者の追悼に加え、表現の自由を訴える集会が行われ、市民の一部から、ヨーロッパ最大のイスラム人口を抱えているフランス社会に与える影響を懸念する声が出されている。フランス国内では犠牲者を追悼して1月8日正午、一斉に黙とうを行い、ノートルダム大聖堂も哀悼の鐘を鳴らした。パリ市内には多くの半旗が掲げられた。また、8日夜には、銃撃された新聞社のある路地に、犠牲者に対して花を手向ける人が相次いだが、集まった人は、ろうそくをともして、静かに犠牲者をしのんでいた。一方、友人のベルナール・マリスを失ったミシェル・ウエルベックは『服従』の広報活動を中止し、警察の保護下に入った。

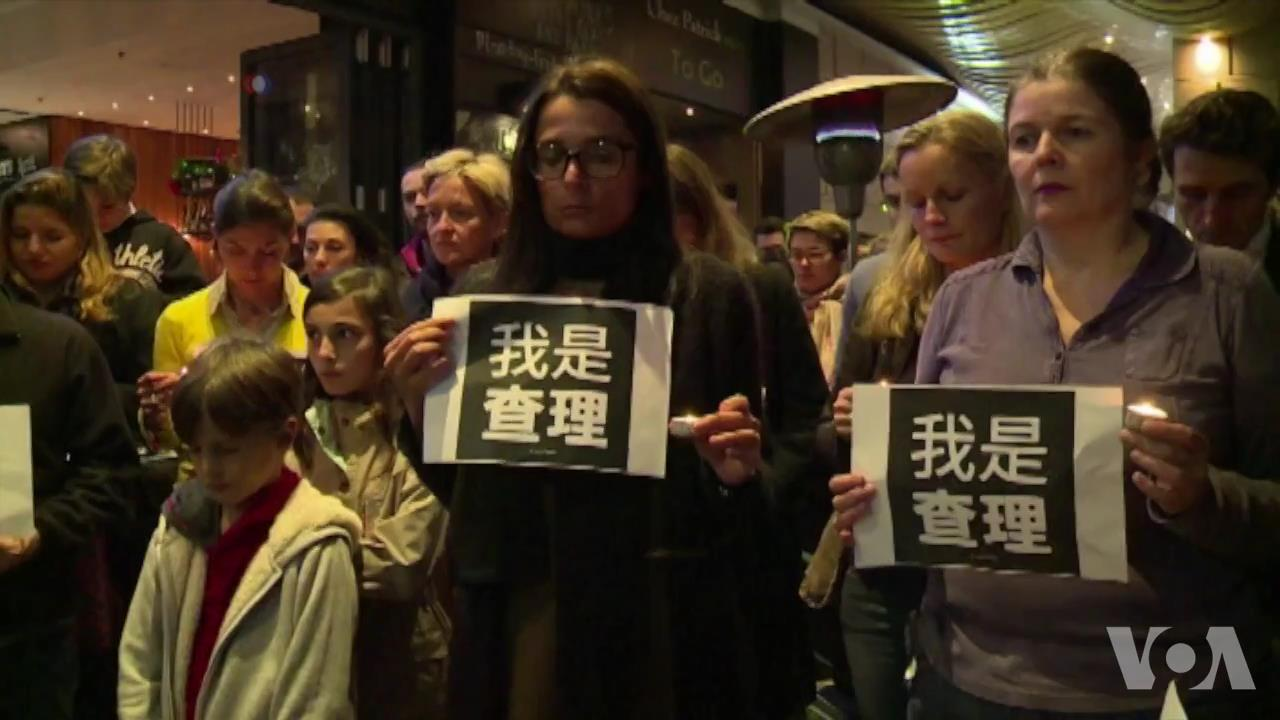
中国語圏では我是查理の漢字表記も

一方、Twitter上でも、今回の攻撃を非難し、犠牲者との連帯を示すキャンペーンが、自然発生的に始まり「Je suis Charlie（私はシャルリー）」という文字が入った画像を多くのユーザーが投稿した。イギリスのBBCによれば、世界各地で少なくとも6万5000件（日本時間7日22時過ぎの段階）の関連ツイートがあった。その後、ハッシュタグ「#JeSuisCharlie（私はシャルリー）」が使われた回数が9日までに500万回を超えたとTwitterのフランス支社が明らかにした。ウエルベックも、警察に保護される前にこの言葉を声明として発表している。
また、一部のイスラム教徒は『シャルリー・エブド』が預言者ムハンマドを風刺していたことから、「私はシャルリー」というスローガンとは距離を置き、襲撃テロ事件の際に付近をパトロールしていて駆けつけ、容疑者兄弟に射殺された警官アフメド・ムラベの名を借り、「私はアフメド」の名で事件を批判する動きも出ている。イスラム教徒の活動家はTwitterに「私はシャルリーでなくアフメド。殺された警官です。シャルリーエブド紙が私の神や文化をばかにしたために私は殺された」と書き込み、シャルリーを批判しながらアフメドへの支援を訴え、書き込みを拡散するリツイートは3万2000件（日本時間10日19時の段階）にのぼった［注記：この記事は誤訳に基づいている。正確な翻訳は「シャルリーは私の信仰や文化を嘲笑した。そして私はシャルリーがそうする（私の信仰や文化を嘲笑する）権利を守るために死んだ（Charlie ridiculed my faith and culture and I died defending his right to do so）」であり、これは（フランスでは宗教批判の自由が尊重されること、およびシャルリーはイスラム教徒ではなくイスラム原理主義者を批判していたことはここでは触れないとしても）シャルリー批判というより、警察官として（風刺の自由を含む）国民の権利を守るために殉職したムラベ氏へのオマージュである］。ガーディアン紙によれば、ムラベはイスラム教徒だったという。事件後、ムラベの家族が会見し、「野蛮な行為に対して心が打ち砕かれた」とした上で、「過激派とイスラム教徒を混同してはいけません。ごちゃまぜにしないでください。モスクやユダヤ教の礼拝堂を焼いてはいけません。それは人々を攻撃するだけで、死者は戻ってこないし、遺族の悲しみを癒やすことはできないのです」と訴えた。

### 共和国の行進
1月11日には、フランス各地で犠牲者を悼むための大行進「共和国の行進（marche républicaine）」が行われ、その数は全国合計で少なくとも370万人に達したとの推計を同国内務省が発表した。このうちパリの行進に加わったのは160万人超とみられ、イギリスのデーヴィッド・キャメロン首相やドイツのアンゲラ・メルケル首相ら欧州主要国を中心とする40人超の各国首脳も参加したほか、トルコのアフメト・ダウトオール首相、イスラエルのベンヤミン・ネタニヤフ首相、マフムード・アッバースパレスチナ自治政府大統領、ロシアのセルゲイ・ラブロフ外相らも参加した。また日本からは鈴木庸一駐仏大使が政府を代表して参加した。ブリュッセルやロンドンなど周辺国の都市でも追悼行進やデモが行われた。

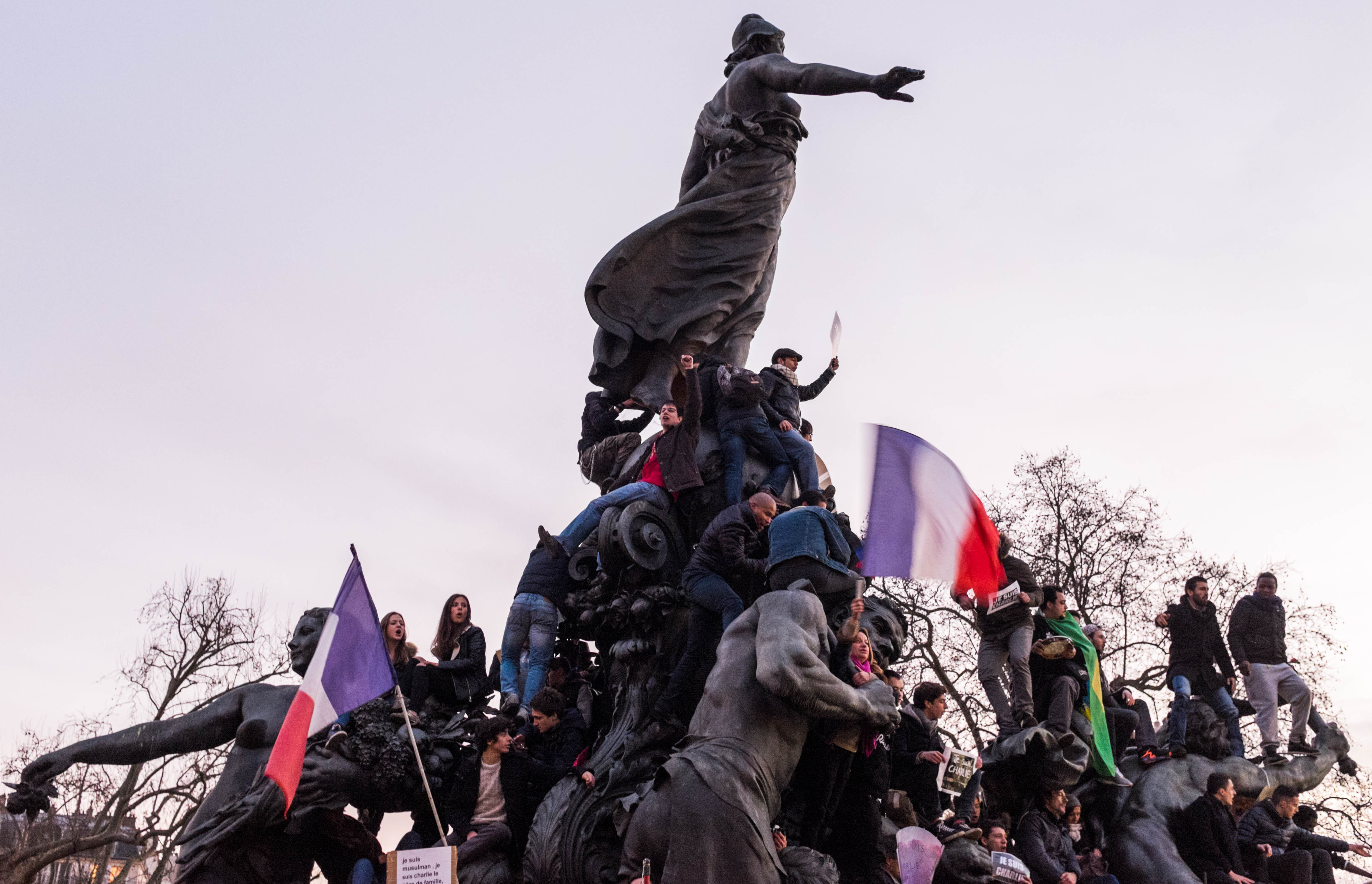
パリ・ナシオン広場のマリアンヌ像によじ登って Je suis Charlie を叫ぶ人々

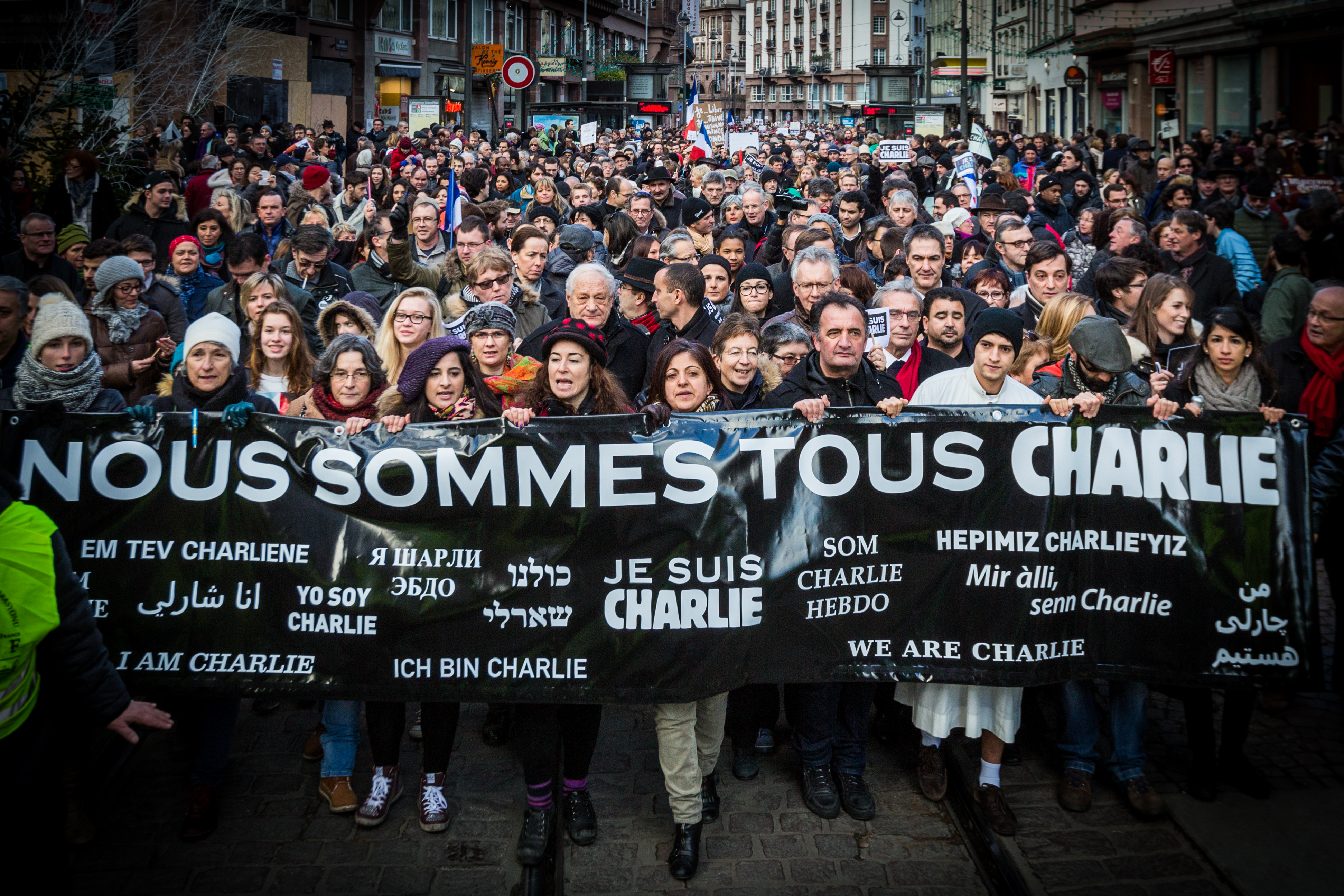
ストラスブールの大行進 - 「我々はみんなシャルリー」

## 支援の動き
今回の事件で、『シャルリー・エブド』の定期購読数が事件の後の2日間で、それまでの1万部から1万6000部近く急増した。これは、この事件の後に、ホームページから購読のリンクしてあるバナーが消えたものの、ソーシャルネットワークサービスを通じて全世界に向けて拡散され、それが「支援の輪」が広がっている要因となっている。
1月8日、フランスのラジオ局のフランス・インフォとのインタビューで、『シャルリー・エブド』の代理人を務める弁護士は、「彼ら（容疑者）を勝たせるわけにはいかない」ということを示す行動の一環で、この『シャルリー・エブド』がフランスの報道機関の支援を受けて、通常発行される部数のおよそ17倍の部数を発行する予定であると明らかにした。そのフランスの報道機関は8日に共同声明を発表し、「恐怖に直面する中、国営ラジオ・フランス、夕刊紙ル・モンド、国営フランス・テレビジョンが『シャルリー・エブド』と同紙の従業員に対し、発行継続に必要な人的・物的手段を提供する」と説明した上で、他の報道機関に対しても支援の呼び掛けを行った。
ドイツのベルリーナー・ツァイトゥング紙とターゲスシュピーゲル紙は、今回の銃撃事件に抗議し、1月8日付の紙面の1面に過去に発行された『シャルリー・エブド』の表紙を並べる形で、風刺画をそれぞれ数枚掲載。さらに、いずれも「自由への攻撃」という見出しを掲げた上で、事件を詳しく伝えた。ベルリーナー・ツァイトゥング紙は掲載の理由について「報道と言論の自由を守り、犠牲になった方々への尊敬の念を表した」と説明し、また、ターゲスシュピーゲル紙は「生き残っている者は沈黙してはならない」と訴えている。

## 裁判
本事件の裁判は2020年3月に開始する予定であったが、新型コロナウイルス感染症(COVID-19)の流行により9月に延期された。原告は約200人に以上になるとみられ、また9月2日に開始する裁判には被告人14人が出廷予定、また3人の被告はシリア北部やイラクに逃亡したと目されており、欠席裁判になる見通しとなっている。裁判は11月までを予定している。
初日の9月2日付のシャルリー・エブドにはムハンマドの風刺画が1面に再掲載された。

## 反応
今回の事件を受け、多方面から声明等が寄せられた。

### フランス首脳
事件の後に、現場を視察したフランス大統領のフランソワ・オランドは「異常な蛮行だ」と非難した上で、「テロ攻撃だ」とした。

### 各国首脳など
- イギリス・ ドイツ - イギリス・ロンドンで首脳会談を行っていたイギリスのキャメロン首相とドイツのメルケル首相は共同記者会見の席上でシャルリー・エブド社襲撃事件について「我々が共有するあらゆる価値に対する野蛮な攻撃」「報道と表現の自由を諦めてはならない」として非難すると共に、ドイツのメルケル首相は「主要国の協力により事件の捜査に当たる必要がある」との見解を示した[4]。
- アメリカ合衆国 - バラク・オバマアメリカ合衆国大統領は、襲撃事件を非難すると共にフランス政府に対して「あらゆる支援を行う」とする声明を発表。またジョン・ケリー国務長官は、「フランスと共に過激派に立ち向かう」とコメントを発した[97]。
- 日本 - 安倍晋三内閣総理大臣は「言論の自由、報道の自由に対するテロを断じて許さない」とシャルリー・エブド社襲撃事件を非難するコメントを発表した[98]。また安倍総理大臣からオランド大統領に宛てて今回の事件に対するお見舞いメッセージが送られた[99]。2月11日には、パリで各国首脳らの列席のもと行われた大行進に鈴木庸一駐仏大使を参加させた[90]。
- ロシア - ウラジーミル・プーチン大統領は、オランド大統領に電話を入れ事件に対する哀悼の意を表明した[100]。
- 中国 - 習近平国家主席は8日、パリで発生した襲撃事件についてオランド大統領に宛てて慰問の電報を送った。習主席は事件を強く非難したうえ、犠牲者への哀悼と犠牲者の遺族、負傷者へのお見舞いの意を伝えた。また、「テロリズムは人類社会の共通の敵であり、中国とフランスおよび国際社会が直面する脅威でもある。中国はあらゆる形のテロに反対している。中国はフランスおよび国際社会と共に、安全と対テロ分野の協力を引き続き強化し、両国および世界の平和を守り、各国国民の安全を守りたい」と述べた[101]。また、北京のフランス大使館では9日までに弔意を表するための記帳所が設けられ、訪れた中国やフランスの市民らが犠牲者を悼んだ[102]。
- 韓国 - 朴槿恵大統領の年頭会見が1月12日であったため、政府外交部として「テロはいかなる場合でも正当化できない反人倫的犯罪行為で、テロ根絶に向けたフランス政府の努力を支持する」と表明した[103]。
- タイ - 南部でイスラムテロと対峙するタイのタナサック ・パティマプラコン副首相兼外相が「タイはあらゆる形態のテロリズムと戦うために国際社会と協力する」と表明した[104]。
- ニカラグア - ダニエル・オルテガ大統領は、テロリストによるシャルリー・エブドへの襲撃を非難すると共に、フランス政府と国民に対して哀悼の意を表した[105]。
- エルサルバドル - エルサルバドル政府は「もっとも強い口調でパリにおけるテロ行為非難した」と外部に発表された[106]。
- コスタリカ - ルイス・ギジェルモ・ソリス大統領は、「蛮行」としてこのテロ行為に対して絶対的な拒絶の意を示した[107]。
- グアテマラ - グアテマラ政府はテロ行為を強く非難した[108]。
- ホンジュラス - テロ行為を非難する声明を発表[109]。
- チリ - ミシェル・バチェレ大統領はフランス国民に対して哀悼の意を表した[110]。
- イラン カタール サウジアラビア ヨルダン バーレーン モロッコ アルジェリア - イスラム諸国においては、イラン、カタール、サウジアラビア、ヨルダン、バーレーン、モロッコ、アルジェリアなどがテロ行為を弾劾した[111]。
- パレスチナ - パレスチナ自治政府及びハマースもテロを非難する声明を発表。[要出典]
- そのほか、欧州のムスリム団体もテロ行為を非難した[要出典]。

### 国際機関等
- 国際連合 - 潘基文国際連合事務総長は、「正当化出来ない、恐ろしい犯罪であり、民主主義と表現の自由への直接攻撃」であるとシャルリー・エブド襲撃事件を激しく非難した[5]。
- ユネスコ - 国連機関で文化や表現を統轄し、シャルリー・エブドと同じパリに本部があるユネスコは直ちに半旗を掲げ哀悼の意を表し、職員がロビーで黙祷を奉げ[112]、イリナ・ボコヴァ事務局長が直後に「ユネスコはこれまで以上に自由で独立した報道を擁護する」と緊急声明を発し[113]、次いで組織の公式見解として「ユネスコは表現と報道の自由を推進する。市民社会はこのような攻撃に団結し、価値観を蝕む行為を拒絶しなければならない」と公式サイト上に発表した[114]。ただし、対立を煽るものではなく、文明の衝突を回避し、従来の文化政策である社会的結束と文化多様性や多文化主義そして文化的権利（英語版）を重視するものである。
- EU - ドナルド・トゥスク欧州理事会議長が、「欧州連合（EU）は、この恐るべき行為の発生を受け、フランスを支える。これは、基本的な価値に対する、また、我々が標榜する民主主義の根幹を成す表現の自由に対する、残忍な攻撃である。」と声明[115]。
- イスラム協力機構[116]
- アラブ連盟[117]

### 支持・賛同
- ISIL - イスラム過激派グループISILは銃撃事件を「英雄的だ」と称賛した[118]。
- アルカーイダ - アラビア半島のアルカーイダは、「アルカイダの最高指導者アイマン・ザワーヒリーによって命じられた」と犯行声明を発した[119]。
- タリバン - タリバンは襲撃事件後初めて発行した特別号で再びイスラム教預言者ムハンマドの風刺画を掲載したことを強く非難し、事件の容疑者らをたたえる声明を発表した[120]。

## 有識者
- アルジャジーラは1月10日、「シャルリー・エブドと西欧自由主義」と題し、タリク・ラマダンの「表現の自由の二重基準」などを引用して歴史的背景を解説した意見記事を配信した[121]。なお、アルジャジーラ社内では事件が「宗教の名を借りた殺人」か否か「深刻な意見対立」が生じているとの報道もある[122]。
- エマニュエル・トッドは1月12日、真の問題はフランスが文化的道義的危機に陥っていることであり、「私も言論の自由が民主主義の柱だと考える。だが、ムハンマドやイエスを愚弄し続ける『シャルリー・エブド』のあり方は、不信の時代では、有効でないと思う。」としつつ、「今、フランスで発言すれば、「テロリストにくみする」と受けとめられ、袋だたきに遭うだろう。」と述べた[123]。

## その後
シャルリー・エブド襲撃事件以降、フランス各地では「報復」ともみられる、嫌がらせや暴力・発砲事件が数十件起きている。イスラム教徒やその関連施設などが標的となっており、南部のコルシカ島ではイスラム教徒が食べることを禁じられている豚の頭と脅迫の手紙がモスクの入り口に置かれ、西部ポワチエや北部のベチューヌなどでは「アラブ人に死を」、「アラブは出て行け」などの落書きが見つかっている。事件に発展したケースもあり、南東部の町ではアラブ系の男子高校生が4、5人のグループに殴られ、南部ボークリューズ県ではイスラム教徒の家族が乗った乗用車が銃撃された。南東部サボア県では夜中にモスクが放火され、南西部ポルラヌーベル（ナルボンヌ近郊）では無人のモスクに銃弾 数発が撃ち込まれた。東部ビルフランシュシュルソーヌではモスクのそばにあるケバブの店で爆発事件があり、西部ルマンではモスクに手投げ弾3発が投げ込まれた上、銃撃されて窓などが破壊された。
シャルリー・エブド襲撃事件後に同紙のムハンマド風刺画を転載していたドイツ・ハンブルクの日刊紙ハンブルガー・モルゲンポストの社屋が、1月11日未明に放火された。独警察は容疑者2人を逮捕して、背景を調べている。
1月11日に開催された第72回ゴールデングローブ賞授賞式において、積極的な政治活動を行っている俳優のジョージ・クルーニーを筆頭に参集したセレブリティが「Je Suis Charlie」缶バッジを装着。クルーニーは映画という表現手段から「表現の自由」を訴えたことで、一気に全米での共通意識が芽生えたとされる。
1月12日、シャルリー・エブドは、襲撃事件後初となる1月14日発売号の表紙に、「すべては許される」とのメッセージの下で「私はシャルリー」と書かれたカードを掲げて涙を流す預言者ムハンマドの風刺画を掲載すると発表した。これに対して、エジプト・カイロにあるイスラム教スンニ派の最高権威機関アズハルは、「憎悪をかき立てる」だけと警告した。声明で、「（同風刺画は）平和的共生に資するものではなく、イスラム教徒が欧州や西側社会に溶け込むのを妨げる」と述べた。アズハルは、シャルリー・エブド襲撃事件を最初に非難したイスラム団体のうちの一つで、「イスラム教はいかなる暴力も糾弾する」と批判していた。また、ジュネーヴに本部を置くジャーナリスト系NGO団体「プレス・エンブレム・キャンペーン」もこの最新号について「配慮に欠ける行為。プロのジャーナリストは中傷や侮辱をしてはいけない」と反対を表明した。
1月12日、フランス政府は、国内の治安確保のため仏軍を1万人規模で全土に展開するほか、ユダヤ教関連施設に警官ら約4700人を当てる厳戒態勢を発表した。
1月13日、犠牲となった警官の追悼式典がパリ警視庁で営まれ、オランド大統領は「彼らはわれわれが自由に生きられる環境を守るために亡くなった。フランスが（テロの脅威に）屈することは決してない」と演説した。

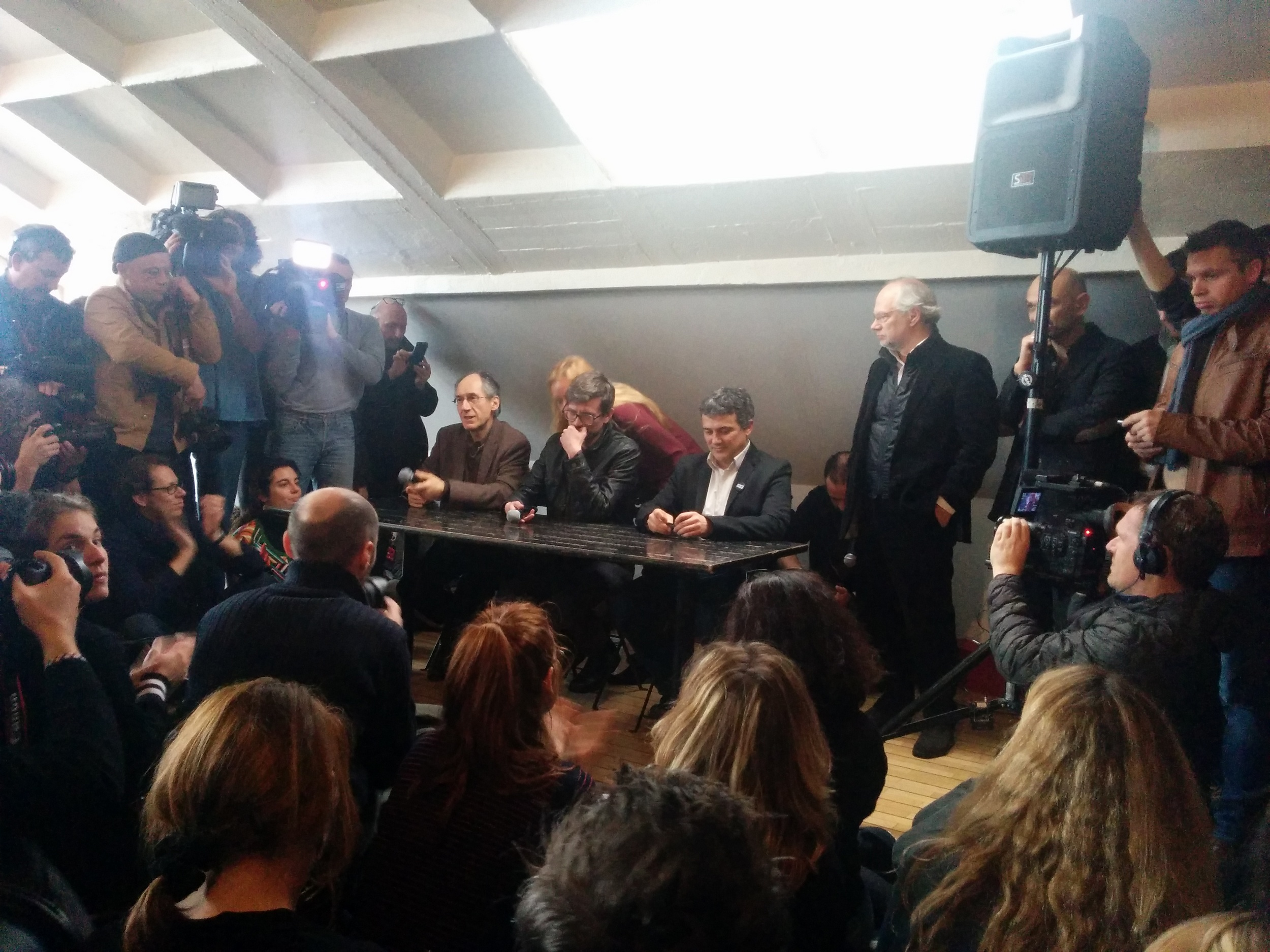
記者会見（リベラシオン社にて）：左からジェラール・ビヤール、リュズ、パトリック・プルー

1月13日、『シャルリー・エブド』の1月14日発行の特別号表紙となるムハンマドの風刺画を描いた風刺画家のリュズ、ジェラール・ビヤール、パトリック・プルーらが記者会見した。リュズは、一部のイスラム教徒などが風刺画掲載続行に懸念を示している状況について、「表現の自由は、条件や制限がついたものではない」と述べ、風刺やユーモアへの理解を求めた。また、「テロの実行犯は、ユーモアが欠如している」と言論を封殺しようとした行為を厳しく非難した。
1月13日、フランス議会は、イラクやシリアで勢力を広げるイスラム過激派組織「イスラム国」への攻撃継続を、賛成488、反対1、棄権13の圧倒的賛成多数で議決した。フランス軍は2014年9月以降、イラク国内でのアメリカ軍のイスラム国空爆に参加しており、フランス議会では（空爆参加から）4カ月後に攻撃継続に関する議決が義務付けられていた。ヴァルス首相は同日、仏下院で演説し、「フランスはテロとの戦争に入った」と宣言、治安対策の強化に乗り出す方針を表明。フランスはイスラム国への欧州最大の戦闘員供給国となっており、イスラム国による勧誘の主要手段となっているソーシャルメディアの監視強化などが議論される見通し。
1月14日、『シャルリー・エブド』はムハンマドの風刺画を表紙に掲載した特別号を発行した。同紙の風刺画転載に関しては、事件直後の各国主要メディアでも対応が割れており、日本ではほとんどの新聞社が掲載を自粛し、掲載した2社もイスラム教団体からの抗議を受けて謝罪文を載せたが、フランスではリベラシオンが1面の全面を使って転載し、社説で転載を自粛したり絵柄をぼかして掲載した外国紙を批判、「ライシテ（政教分離）はシャルリー紙だけでなく、フランスの方針でもある」と主張した。ル・モンドは1面でイスラム、ユダヤ、キリスト3宗教の信者が共に風刺画を楽しむ様子を漫画で掲載。一方、保守派のフィガロは転載を見送った。イギリスでは主要5紙のうち、ガーディアン、インデペンデント、タイムズの3紙が紙面に『シャルリー・エブド』最新号の表紙を掲載した。ドイツではビルトが最終面の全面を使って転載したのに対し、フランクフルター・アルゲマイネは、『シャルリー・エブド』最新号が山積みになった写真を小さく載せたにとどまった。米主要メディアは「宗教的な感情を害する」などとして風刺画を転載しない慎重姿勢が主流で、ニューヨーク・タイムズやAP通信は掲載・配信をしない方針。一方、ワシントン・ポスト紙は風刺画を転載し、記事の中でマーティン・バロン編集主幹は「ムハンマドの描写そのものが侮辱的だと考えたことはない。宗教グループに対して明白に、故意に、または不必要に侮辱的な表現は避けるという方針は変わらないが、今回はそれに当たらない」と説明している。2005年のムハンマド風刺漫画掲載問題で知られるデンマーク紙ユランズ・ポステンは、社説でムハンマドの風刺画はどんなものであっても二度と掲載しないと発表し、「我々はこれまで、テロの恐怖におびえてきた。暴力や脅迫に屈してしまったということだ」と説明した。
1月15日、事件をきっかけに世界中で言論の自由をめぐる議論が広がっていることに関して、ローマ法王は記者団から意見を求められ、「神の名において人を殺すのは愚かしい」と事件を強く非難すると同時に、「あらゆる宗教に尊厳」があり、何事にも「限度というものがある」と指摘して、「他人の信仰について挑発したり、侮辱したり、嘲笑したりしてはいけない」という考えを示した。また、言論の自由は信仰に対する敬意があれば自制されてしかるべきものだとして、「言論の自由は権利であり、また義務でもあるが、他人を傷つけることなく表出されなければならない」と諭した。これに対して、デーヴィッド・キャメロン首相は、「自由な社会では宗教について他人の感情を害する権利がある」とし、「私はキリスト教徒であり、誰かがイエスについて不愉快なことを言ったら侮辱的だと思うだろうが、自由な社会ではこれを言った相手に復讐をする権利はない。新聞、雑誌などは法に違反しない限り不愉快な意見を掲載することができることを認めなければならない。これこそ我々が守るべきことだ」と、ローマ法王の見解に反対した。また、『シャルリー・エブド』編集長のジェラール・ビヤールも「ムハンマドの漫画を描くたび、預言者の漫画を描くたび、神の漫画を描くたびに、私たちは宗教の自由を擁護しているのです」「それは言論の自由でもあります。宗教は政治的な争点となるべきではありません」などと反論した。

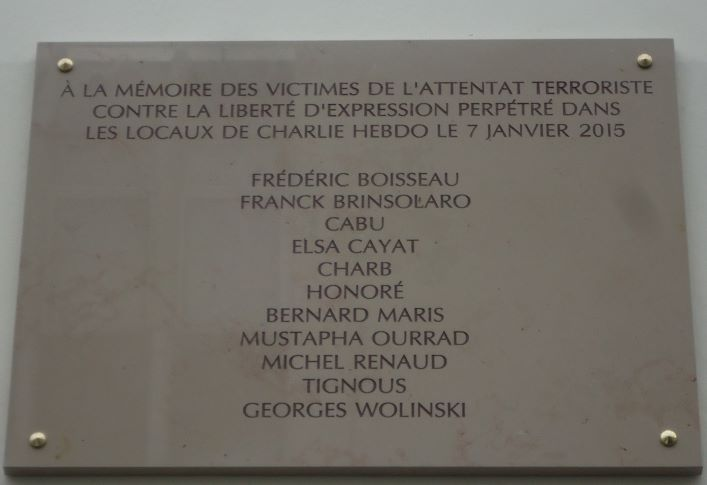
追悼記念碑 (事件のあった建物の正面)：「2015年1月7日、シャルリー・エブド編集部において発生した表現の自由に対するテロ攻撃の犠牲者を追悼して」

1月16日、事件後も『シャルリー・エブド』が預言者の風刺画を載せたことに対して、アフリカ各地で抗議デモが発生した。アルジェリアでは数千人がデモに参加し、一部が暴徒化して警官と衝突した。ニジェールではデモのほか、キリスト教の教会が襲撃され、フランスの文化センターが焼き討ちにあった。なお、アルジェリアもニジェールもフランスの元植民地である。
1月16日、ポントワーズで元編集長シャルブの葬儀が執り行われ、クリスチャーヌ・トビラ法務相、ナジャット・ヴァロー=ベルカセム教育相、フルール・ペルラン文化相、アンヌ・イダルゴ パリ市長、左派戦線のジャン＝リュック・メランション党首、ピエール・ロラン共産党全国書記、「国境なき記者団」のクリストフ・ドロワール（Christophe Deloire）事務局長らが出席した。トビラ法務相のほか、『シャルリー・エブド』の風刺画家・コラムニストらも追悼の辞を述べ、舞台に上がった仲間らはシャルブが好きだった陽気な音楽を演奏し、肩を抱き合いながら踊った。
反ユダヤ主義的な発言で過去に何度か有罪判決を受けているコメディアン、デュドネが、同紙本社襲撃事件直後に「私はシャルリー」をもじった一文「私はシャルリ・クリバリのような気分だ」（「シャルリー」とユダヤ食品スーパー襲撃事件の犯人アメディ・クリバリの姓を組み合わせた一文）をネットに書き込んだとして捜査対象になっていた件の判決が3月18日に下され、テロ礼賛の罪で執行猶予付き禁錮2月の有罪となった。